# Ивашов, Владимир Сергеевич
Влади́мир Серге́евич Ивашо́в (28 августа 1939, Москва, СССР — 23 марта 1995, Москва, Россия) — советский и российский киноактёр; народный артист РСФСР (1980). Номинант на премию BAFTA (1962).

## Биография
Родился 28 августа 1939 года в Москве в простой рабочей семье.
В 1956 году по окончании средней школы поступил во Всесоюзный государственный институт кинематографии (ВГИК) (мастерская Григория Козинцева); после академического отпуска продолжил учёбу в мастерской Михаила Ромма, которую окончил в 1963 году.

#### Актёрская карьера
Ещё студентом ВГИКа дебютировал в кино. В 1959 году исполнил роль солдата в фильме Григория Чухрая «Баллада о солдате», получив большую популярность. На Международном Каннском кинофестивале картина была отмечена призами «за лучший фильм для молодёжи» и «за высокий гуманизм и исключительные художественные качества». А уже в 1962 году кинолента претендовала на кинопремию «Оскар» в номинации «лучший оригинальный сценарий». Один из американских журналов писал: 
Голливудским звёздам, готовившим юных актёров, следовало бы сесть со своими питомцами на первый самолёт в Москву и устроить их в институт, раз там делают таких актёров из девятнадцатилетних юнцов.
В период учёбы в институте снялся также в нескольких фильмах «Тучи над Борском» (1960), «Семь нянек» (1962) и других. С 1963 года служил в  Театре-студии киноактёра. В середине 1960-х исполнил роль Григория Печорина в двухсерийном фильме Станислава Ростоцкого «Герой нашего времени» (1965). В связи с тем, что во время съёмок фильма «Тамань», актёр серьёзно простудился, роль озвучивал Вячеслав Тихонов.
В 1967 году исполнил роль адъютанта Приходько в драме «Железный поток». В приключенческом фильме «Новые приключения неуловимых» (1968) сыграл роль адъютанта полковника Кудасова. Песня «Русское поле» в его исполнении стала «визитной карточкой» актёра.  Через год после успеха «Семнадцати мгновений весны» (1973) на «Таллинфильме» был снят фильм «Бриллианты для диктатуры пролетариата» (1975), в котором Ивашов исполнил роль разведчика Исаева — будущего Штирлица. В том же году сыграл Володю в мелодраме «Когда наступает сентябрь» (1975).

«В семидесятые и восьмидесятые годы Ивашов был одним из самых востребованных актёров». В Театре киноактёра проработал тридцать лет. Зрители шли на Ставрогина в «Бесах» Ф. М. Достоевского и автора в пьесе А. А. Блока «Здесь на синей земле». По мнению исследователей его творчества: 
Владимир Ивашов работает много и успешно. И всё же порой создаётся впечатление, что некоторым режиссёрам нужен не он сам, а его внешность — хорошо знакомая зрителям, его обаяние, сразу располагающее нас к его героям, его популярность, служащая залогом интереса к фильму. А между тем, каким разным, каким непредсказуемым может быть на экране Владимир Ивашов — актёр, пользующийся неизменной любовью зрителей!

#### Семья
С 1961 года женой Ивашова была актриса Светлана Светличная (1940—2024). У пары родились двое сыновей — Алексей (род. 1961) и Олег (умер в молодости, похоронен рядом с отцом).

#### Последние годы
В начале 1990-х годов в Театре киноактёра было мало работы. Ивашов, как и многие артисты, сменил профессию. Работал прорабом на стройке, грузчиком, разнорабочим. Последней крупной актёрской работой в кино стало участие в картине Александра Муратова «Рукопись» (1991). В 1990-е годы снялся в небольших ролях в исторической драме «Слеза Князя тьмы» (1992), детективах «Убийство на „Ждановской“» (1992) и «Сыскное бюро „Феликс“» (1993).
Скончался в ночь на 23 марта 1995 года в 1-й Градской больнице на 56-м году жизни после обострения язвы желудка. Похоронен в Москве на Ваганьковском кладбище, на Писательской аллее.

## Фильмография
- 1959 — Баллада о солдате — Алёша Скворцов
- 1960 — Леон Гаррос ищет друга — Федя
- 1960 — Тучи над Борском — Генка
- 1961 — Евдокия — Павел Чернышёв
- 1962 — Семь нянек — Виктор
- 1962 — Эй, кто-нибудь! (короткометражный) — парень
- 1964 — Хоккеисты — Герман Морозов
- 1964 — Я — «Берёза» — лётчик
- 1965 — Герой нашего времени — Григорий Печорин (озвучивал Вячеслав Тихонов)
- 1967 — Железный поток — Алексей Приходько[13]
- 1968 — Новые приключения неуловимых — Перов, адъютант Кудасова
- 1969 — Дорога домой — Николай Мальцев
- 1971 — Путина — Фёдор Комраков
- 1971 — Синее небо — Андрей Таран
- 1971 — Корона Российской империи, или Снова неуловимые — Перов, адъютант Кудасова
- 1972 — А зори здесь тихие — гость Бричкиных
- 1973 — Открытие — Илья Стасов
- 1973 — Совсем пропащий — полковник Шерборн
- 1974 — Пламя — партизан Александр Король
- 1974 — Помни имя своё — майор
- 1974 — Фронт без флангов — капитан Афанасьев
- 1975 — Бриллианты для диктатуры пролетариата — Максим Максимович Исаев
- 1975 — Когда наступает сентябрь — Владимир Кондриков, зять Левона
- 1975 — Ярослав Домбровский — Андрей Потебня
- 1976 — Красные шипы / Czerwone ciernie (Польша) — Владимир
- 1977 — Корень жизни — Андрей Барбу
- 1977 — Право первой подписи — Владимир Казаков
- 1977 — Юлия Вревская — генерал
- 1978 — Отец Сергий — эпизод
- 1978 — По улицам комод водили — следователь
- 1979 — Дознание пилота Пиркса — Гарри Браун
- 1979 — Утренний обход — Олег
- 1980 — Звёздный инспектор — Сергей Лазарев
- 1981 — Конфликтная ситуация — Антон Павлович Солуянов, бригадир монтажников
- 1981 — Право на выстрел — командир пограничного корабля
- 1981 — Через Гоби и Хинган — Матвеев
- 1983 — Жил-был Пётр — Володя
- 1984 — Кто сильнее его — Николай Петрович Баратовский
- 1985 — Друзей не выбирают — Андрей Владимирович Ковальчук
- 1985 — День гнева — Каст
- 1987 — Христиане — репортёр
- 1990 — Фуфель — Русинов
- 1990 — Это мы, Господи! — капитан Рюмин
- 1991 — Иван Фёдоров — Алексей Адашев
- 1991 — Под маской Беркута — Брюс
- 1991 — Рукопись
- 1991 — Графиня — Никифоров
- 1992 — Русские братья — Степан Андреевич, белый офицер
- 1992 — Слеза Князя тьмы — Егоров, управляющий отеля
- 1992 — Тридцатого уничтожить! — полковник КГБ
- 1992 — Убийство на «Ждановской» — Виктор Васильевич
- 1993 — Сыскное бюро «Феликс» — мистер Лоу

## Признание и награды
Государственные награды СССР:
- Медаль «За трудовую доблесть» (4 ноября 1967)[источник не указан 427 дней]
- Заслуженный артист РСФСР (1969)[14]
- Медаль «В ознаменование 100-летия со дня рождения Владимира Ильича Ленина» (1 апреля 1970)[источник не указан 427 дней]
- Медаль «За освоение целинных земель» (1972)[источник не указан 427 дней]
- Народный артист РСФСР (1980)[5]

Другие награды, премии, поощрения и общественное признание:
- Номинация на премию BAFTA как лучший иностранный актёр (1962) — за исполнение роли Алёши Скворцова в фильме «Баллада о солдате» (1959)[1]
- Серебряная медаль имени А. П. Довженко (1975) — за исполнение роли Александра Короля в фильме «Пламя» (1974)[15]
- Отличник кинематографии СССР (2 декабря 1980) — за многолетнюю плодотворную работу в советской кинематографии[источник не указан 427 дней]
- Серебряная медаль имени А. П. Довженко (1981) — за исполнение роли Никитина в фильме «Право на выстрел» (1981)[15]
- Государственная премия Монгольской Народной Республики (1982) — за исполнение главной роли в фильме «Через Гоби и Хинган» (1981)[15]

## Память
16 февраля 2005 года имя Владимира Ивашова было присвоено малой планете № 12978, открытой в Крымской астрофизической обсерватории.
Творчеству и памяти актёра посвящены документальные фильмы и телепередачи
- «„Честь имею“. Владимир Ивашов» («Россия», 2009)[18]
- «Владимир Ивашов. „Баллада о любви“» («Первый канал», 2009)[19][20]
- «Звёздная роль Владимира Ивашова» («Культура», 2009)[21]
- «Владимир Ивашов. „Последний день“» («Звезда», 2018)[22]
- «Владимир Ивашов. „Звёзды советского экрана“» («Москва 24», 2020)[23]
- «Владимир Ивашов. „От измены до измены“» («ТВ Центр», 2021)[24]